# パパ・ワイゴ
パパ・ワイゴ・エンディアイェ（Papa Waigo N'Diaye, 1984年1月20日 - ）は、セネガル・サン＝ルイ出身の元同国代表サッカー選手。現役時代のポジションはフォワード。

## 経歴
10代の頃にイタリアに渡り、以後同国のセリエBを中心に活躍。2008年1月に、冬の移籍市場でアントニー・ヴァンデン・ボーレと入れ替わる形でACFフィオレンティーナに加入。
2012年6月23日、アラビアン・ガルフ・リーグのアル・ワフダ・アブダビと2年契約を結んだことが発表された。
2017年9月18日、UAE2部リーグのアル・ウルーバから同リーグのアル・ダイドCSCへ移籍した。

## タイトル
サウサンプトン
- フットボールリーグトロフィー : 2010